# Saison 5 de This Is Us
Chronologie
Saison 4 Saison 6
Cet article présente le guide des épisodes de la cinquième saison de la série télévisée américaine This Is Us.

## Généralités
- Aux États-Unis, la saison est diffusée du 27 octobre 2020 au 25 mai 2021 sur le réseau NBC.
- Au Canada, la saison est diffusée en simultané sur le réseau CTV.
- En France, les épisodes sont diffusés en VOSTFr sur Canal+ Séries le mercredi suivant leur diffusion américaine.

## Distribution

### Acteurs principaux
Adultes
- Milo Ventimiglia (VF : Rémi Bichet) : Jack Pearson
- Mandy Moore (VF : Aurore Bonjour) : Rebecca Pearson
- Sterling K. Brown (VF : Eilias Changuel) : Randall Pearson
- Chrissy Metz (VF : Véronique Alycia) : Kate Pearson
- Justin Hartley (VF : Martial Le Minoux) : Kevin Pearson
- Susan Kelechi Watson (VF : Céline Ronté) : Beth Pearson
- Chris Sullivan (VF : Pascal Casanova) : Toby
- Jon Huertas (VF : Serge Faliu) : Miguel
- Griffin Dunne (VF : Thierry Wermuth) : Nicholas « Nicky » Pearson

Adolescents
- Hannah Zeile (VF : Lisa Caruso) : Kate Pearson
- Niles Fitch : Randall Pearson
- Logan Shroyer (VF : Gwenaël Sommier) : Kevin Pearson
- Lyric Ross (VF : Aurélie Konaté) : Déjà Pearson
- Asante Blackk (en) : Malik Hodges

Enfants
- Faithe Herman (VF : Lila Lacombe) : Annie Pearson
- Eris Baker (VF : Lola Krellenstein) : Tess Pearson
- Mackenzie Hancsicsak (VF : Lisa Caruso) : Kate Pearson
- Parker Bates (VF : Gwenaelle Jegou) : Kevin Pearson
- Lonnie Chavis (VF : Kaycie Chase) : Randall Pearson

### Acteurs récurrents
- Tim Jo (en) (VF : Augustin Bonhomme) : Jae-Won Yoo
- Timothy Omundson (VF : Arnaud Arbessier) : Gregory

### Invités
- Pamela Adlon (VF : Delphine Braillon) : Dr Leigh (épisode 1 et 2)
- Peter Onorati (VF : Bernard Métraux) : Stanley Pearson, le père de Jack (épisode 2, 3, 7 et 11)
- Annie Funke : Ellie, la mère biologique du bébé de Kate et Toby (épisodes 3, 4, 8 et 9)
- Jamie Chung (VF : Victoria Grosbois) : Ava (épisode 4)
- Austin Abrams (VF : Maxime Baudouin) : Marc, l'ex petit-ami de Kate quand elle était adolescente (épisode 5)
- Chi McBride (VF : Benoît Allemane) : Paul Dubois, le père de Laurel (la mère biologique de Randall) (épisode 6)
- George Eads : Coach de Kevin Pearson (épisode 4 et 7)

## Épisodes

### Épisode 1:La Quarantaine
- États-Unis /  Canada : 27 octobre 2020 sur NBC / CTV
- France : 
  - 28 octobre 2020 sur Canal+ Séries (en VOSTFr)
  - 14 mars 2021 sur Canal+ Séries (en VF)
  - 6 janvier 2022 sur M6 (en clair)

- États-Unis : 7,30 millions de téléspectateurs (première diffusion)

### Épisode 2:Au fil des jours
- États-Unis /  Canada : 27 octobre 2020 sur NBC / CTV
- France : 
  - 28 octobre 2020 sur Canal+ Séries (en VOSTFr)
  - 14 mars 2021 sur Canal+ Séries (en VF)
  - 6 janvier 2022 sur M6 (en clair)

- États-Unis : 7,30 millions de téléspectateurs (première diffusion)

Dans le passé, alors que William prie pour que Randall trouve enfin un véritable foyer, Jack, lui, aimerait que Rebecca et les siens s'en sortent. On apprend aussi que Laurel, la mère biologique de Randall, que tout le monde croyait morte, est toujours en vie.

### Épisode 3:Remise en question
- États-Unis /  Canada : 10 novembre 2020 sur NBC / CTV
- France : 
  - 11 novembre 2020 sur Canal+ Séries (en VOSTFr)
  - 21 mars 2021 sur Canal+ Séries (en VF)
  - 6 janvier 2022 sur M6 (en clair)

- États-Unis : 6,85 millions de téléspectateurs (première diffusion)

Dans le passé, les enfants traversent une phase de puberté. Jack entraîne Kevin à se muscler pendant que Randall est séduit par une jeune fille qui aime les noirs. Kate, elle, est plaquée par son petit ami.

### Épisode 4:Intentions louables
- États-Unis /  Canada : 17 novembre 2020 sur NBC / CTV
- France : 
  - 18 novembre 2020 sur Canal+ Séries (en VOSTFr)
  - 21 mars 2021 sur Canal+ Séries (en VF)
  - 6 janvier 2022 sur M6 (en clair)

- États-Unis : 6,57 millions de téléspectateurs (première diffusion)

Dans le passé, Jack dit à Rebecca qu'elle ne doit pas élever Kevin dans du coton. Lorsqu'il atteint l'âge de 13 ans, Kevin a envie de cesser le football car son coach n'arrête pas de le critiquer. Mais il parvient à s'en sortir grâce à Randall.

### Épisode 5:Passé décomposé
- États-Unis /  Canada : 5 janvier 2021 sur NBC / CTV
- France : 
  - 6 janvier 2021 sur Canal+ Séries (en VOSTFr)
  - 28 mars 2021 sur Canal+ Séries (en VF)
  - 13 janvier 2022 sur M6 (en clair)

- États-Unis : 5,20 millions de téléspectateurs (première diffusion)
- France : 475 000 téléspectateurs[1] (4 % / 11,7 % FRDA-50) (première diffusion en clair)

Dans le passé, Kate a appris qu'elle était enceinte de Mark et décide de lui rendre visite.

### Épisode 6:L'amour d'une mère
- États-Unis /  Canada : 12 janvier 2021 sur NBC / CTV
- France : 
  - 13 janvier 2021 sur Canal+ Séries (en VOSTFr)
  - 28 mars 2021 sur Canal+ Séries (en VF)
  - 13 janvier 2022 sur M6 (en clair)

- États-Unis : 5,45 millions de téléspectateurs (première diffusion)
- France : 254 000 téléspectateurs[1] (4,1 % / 9,2 % FRDA-50) (première diffusion en clair)

Accompagné de Beth, Randall rend visite à Hai, qui lui explique que sa mère était une jeune femme incomprise par sa famille, hormis son frère qui a été tué à la guerre du Vietnam, et leur tante excommuniée. Son père souhaitait qu'elle épouse son petit ami de l'époque, un jeune banquier surchargé de travail et peu présent. Seulement, Laurel venait de rencontrer Hai, alors jeune pêcheur, et est tombée amoureuse. Pour éviter le mariage et sachant que son père ne lui laisserait pas le choix, elle a tenté de s'enfuir avec lui à Pittsburgh, mais Hai ne voulait pas laisser ses parents. 
Laurel rencontra ensuite William et enfanta Randall, mais ses problèmes de drogue l'ont empêché d'élever son fils. Elle s'est retrouvée incarcérée pour sa consommation de drogue pendant cinq ans. Une fois libéré, il était trop tard pour qu'elle retrouve Randall, alors élevé par les Pearson. Elle retrouva Hai à la Nouvelle Orléans mais celui-ci a fondé un foyer. Une fois la femme de Hai décédée, il se remit avec Laurel qu'il aida jusqu'à ce qu'elle soit emportée par un cancer du sein. 

### Épisode 7:Être là
- États-Unis /  Canada : 9 février 2021 sur NBC / CTV
- France : 
  - 10 février 2021 sur Canal+ Séries (en VOSTFr)
  - 4 avril 2021 sur Canal+ Séries (en VF)
  - 13 janvier 2022 sur M6 (en clair)

- États-Unis : 5,12 millions de téléspectateurs (première diffusion)
- France : 121 000 téléspectateurs[1] (3,5 % / 7,8 % FRDA-50) (première diffusion en clair)

### Épisode 8:Ensemble
- États-Unis /  Canada : 16 février 2021 sur NBC / CTV
- France : 
  - 17 février 2021 sur Canal+ Séries (en VOSTFr)
  - 4 avril 2021 sur Canal+ Séries (en VF)
  - 20 janvier 2022 sur M6 (en clair)

- États-Unis : 5,76 millions de téléspectateurs (première diffusion)

### Épisode 9:Première virée
- États-Unis /  Canada : 23 février 2021 sur NBC / CTV
- France : 
  - 24 février 2021 sur Canal+ Séries (en VOSTFr)
  - 4 juillet 2021 sur Canal+ Séries (en VF)
  - 20 janvier 2022 sur M6 (en clair)

- États-Unis : 5,10 millions de téléspectateurs (première diffusion)

### Épisode 10:Un dîner agité
- États-Unis /  Canada : 16 mars 2021 sur NBC / CTV
- France : 
  - 17 mars 2021 sur Canal+ Séries (en VOSTFr)
  - 4 juillet 2021 sur Canal+ Séries (en VF)
  - 20 janvier 2022 sur M6 (en clair)

- États-Unis : 5 millions de téléspectateurs (première diffusion)

### Épisode 11:Dans la lune
- États-Unis /  Canada : 23 mars 2021 sur NBC / CTV
- France : 
  - 24 mars 2021 sur Canal+ Séries (en VOSTFr)
  - 11 juillet 2021 sur Canal+ Séries (en VF)

- États-Unis : 5,15 millions de téléspectateurs (première diffusion)

### Épisode 12:La répétition
- États-Unis /  Canada : 6 avril 2021 sur NBC / CTV
- France : 
  - 7 avril 2021 sur Canal+ Séries (en VOSTFr)
  - 11 juillet 2021 sur Canal+ Séries (en VF)

- États-Unis : 4,53 millions de téléspectateurs (première diffusion)

### Épisode 13:Confrontation fraternelle
- États-Unis /  Canada : 13 avril 2021 sur NBC / CTV
- France : 
  - 14 avril 2021 sur Canal+ Séries (en VOSTFr)
  - 18 juillet 2021 sur Canal+ Séries (en VF)

- États-Unis : 4,81 millions de téléspectateurs (première diffusion)

Kévin a décidé de rendre visite à Randall pour lui demander d'être son témoin pour son mariage avec Madison et mettre les choses à plat après leur violente dispute. Mais Randall, apparemment paisible, n'a pas totalement pardonné à son frère et une discussion longue et profonde sera nécessaire pour les deux frères.
Dans leur adolescence, Randall rend visite à Kévin à Los Angeles. Voulant passer une bonne soirée, ils boivent de l'alcool, mais tous les deux finissent par se battre dans un taxi et le conducteur les fait descendre.
Dans leur enfance, les deux garçons partent assister avec Jack à un spectacle de Fred Rogers. 

### Épisode 14:Une dernière danse
- États-Unis /  Canada : 11 mai 2021 sur NBC / CTV
- France : 
  - 12 mai 2021 sur Canal+ Séries (en VOSTFr)
  - 18 juillet 2021 sur Canal+ Séries (en VF)

- États-Unis : 5,08 millions de téléspectateurs (première diffusion)

### Épisode 15:Profession de foi
- États-Unis /  Canada : 18 mai 2021 sur NBC / CTV
- France : 
  - 19 mai 2021 sur Canal+ Séries (en VOSTFr)
  - 25 juillet 2021 sur Canal+ Séries (en VF)

- États-Unis : 4,90 millions de téléspectateurs (première diffusion)

### Épisode 16:Un mariage parfait
- États-Unis /  Canada : 25 mai 2021 sur NBC / CTV
- France : 
  - 26 mai 2021 sur Canal+ Séries (en VOSTFr)
  - 25 juillet 2021 sur Canal+ Séries (en VF)

- États-Unis : 5,14 millions de téléspectateurs (première diffusion)

## Audiences aux États-Unis
| N° d'épisode | Titre original           | Titre français            | Chaîne | Date de diffusion originale | Audience (en millions de téléspectateurs) | Pdm sur les 18-49 ans |
| ------------ | ------------------------ | ------------------------- | ------ | --------------------------- | ----------------------------------------- | --------------------- |
| 1            | Forty: Part One          | La Quarantaine            | NBC    | 27 octobre 2020             | 7.30                                      | 1.4                   |
| 2            | Forty: Part Two          | Au fil des jours          | NBC    | 27 octobre 2020             | 7.30                                      | 1.4                   |
| 3            | Changes                  | Remise en question        | NBC    | 10 novembre 2020            | 6.85                                      | 1.3                   |
| 4            | Honestly                 | Intentions louables       | NBC    | 17 novembre 2020            | 6.57                                      | 1.2                   |
| 5            | A Long Road Home         | Passé décomposé           | NBC    | 5 janvier 2021              | 5.20                                      | 1.0                   |
| 6            | Birth Mother             | Pour l'amour d'une mère   | NBC    | 12 janvier 2021             | 5.45                                      | 1.0                   |
| 7            | There                    | Être là                   | NBC    | 9 février 2021              | 5.12                                      | 1.0                   |
| 8            | In The Room              | Ensemble                  | NBC    | 16 février 2021             | 5.76                                      | 1.1                   |
| 9            | The Ride                 | Première virée            | NBC    | 23 février 2021             | 5.10                                      | 1.0                   |
| 10           | I've Got This            | Un dîner agité            | NBC    | 16 mars 2021                | 5.00                                      | 0.8                   |
| 11           | One Small Step…          | Dans la lune              | NBC    | 23 mars 2021                | 5.15                                      | 0.9                   |
| 12           | Both Things Can Be True  | La répétition             | NBC    | 6 avril 2021                | 4.53                                      | 0.8                   |
| 13           | Brotherly Love           | Confrontation fraternelle | NBC    | 13 avril 2021               | 4.81                                      | 0.8                   |
| 14           | The Music and the Mirror | Une dernière danse        | NBC    | 11 mai 2021                 | 5.08                                      | 0.8                   |
| 15           | Jerry 2.0                | Profession de foi         | NBC    | 18 mai 2021                 | 4.90                                      | 0.8                   |
| 16           | The Adirondacks          | Un mariage parfait        | NBC    | 25 mai 2021                 | 5.14                                      | 0.8                   |